# Districtul Chanae
Chanae (thailandeză จะแนะ) este un district (amphoe) în partea sudică a Provinciei Narathiwat în Thailanda de sud.

## Istorie
Tambon-urile Dusong Yo și Chanae erau separate de la amphoe-ul Ra-ngae pentru a crea districtul minor (King Amphoe) Chanae la 15 iulie 1983. A devenit oficial un district la 1 ianuarie 1988.
Chanae este numele malaezian al speciei Colocasia.

## Geografie
Districtele vecine sunt amphoe-ul Betong și amphoe-ul Than To al Provinciei Yala, amphoe-ul Sisakhon, amphoe-ul Ra-ngae, amphoe-ul Sukhirin al Provinciei Narathiwat și cu statul malaezian Perak.

## Administrație
Districtul este divizat în 4 subdistricte (tambon), care sunt subdivizate ulterior în 29 sate (muban). Nu sunt zone municipale (thesaban), dar sunt 4 organizații administrative ale tambon-ului.
| Număr | Nume         | Nume thailandez | Sate | Locuitori |  |
| ----- | ------------ | --------------- | ---- | --------- |  |
| 1.    | Chanae       | จะแนะ           | 10   | 11326     |  |
| 2.    | Dusong Yo    | ดุซงญอ           | 8    | 8814      |  |
| 3.    | Phadung Mat  | ผดุงมาตร         | 6    | 5500      |  |
| 4.    | Chang Phueak | ช้างเผือก         | 5    | 5696      |  |

## Legături externe
- amphoe.com